# دلفین (فیلم ۲۰۰۰)
«دلفین» (انگلیسی: Dolphins (2000 film)) فیلمی در ژانر است که در سال ۲۰۰۰ منتشر شد.